# Hans Grauert
Hans Grauert   (Haren, 8 de febrer de 1930 - Göttingen, 4 de setembre de 2011) va ser un matemàtic alemany.

## Vida i Obra
Grauert va néixer a la localitat d'Haren, Baixa Saxònia, a tocar de la frontera amb els Països Baixos. Després de ser escolaritzat en aquesta vila durant l'època nazi, va fer eles estudis secundaris a l'institut de Meppen, graduant-se el 1949. Després d'estudiar durant un semestre a la universitat de Magúncia, es va traslladar a la universitat de Münster (més a la vora de casa) en la qual es va doctorar el 1954 amb una tesi dirigida per Heinrich Behnke i Beno Eckmann.
A continuació va ser professor ajudant a la universitat de Münster i també va fer estances a l'Institut d'Estudis Avançats de Princeton i a l'Institut des hautes études scientifiques de París, fins que el 1959 va ser nomenat catedràtic de la universitat de Göttingen, substituint Carl Ludwig Siegel a la seva jubilació. Va mantenir el càrrec fins a la seva retirada el 1995, quan va passar a ser professor emèrit. Va morir a Göttingen el 2011.
Els seus treballs van deixar un extraordinari llegat en anàlisi complexa en varies dimensions i en geometria analítica. A part d'una obra ingent (més d'un centenar de publicacions, incloent trenta llibres), Grauert va ser un acadèmic en tots els aspectes: mestre, administrador, editor, impulsor, etc. A més, va ser l'editor principal de la prestigiosa revista Mathematische Annalen des de 1970 fins a 1984, assegurant la qualitat de les seves edicions.